# L'Avant-poste
Pour les articles homonymes, voir Avant-poste.
Ne doit pas être confondu avec L'Avant-Garde ou L'Avant-scène.
L'Avant-poste (titre original : The Outpost) est un roman de science-fiction à saveur humoristique écrit par Mike Resnick, publié en 2001  (ISBN 0-312-85485-4).
Le roman a été publié en France en mai 2003, avec une traduction de Jean-Marc Chambon, dans la collection Imagine des éditions Flammarion  (ISBN 2-08-068333-0).

## Thème
Dans une première partie, qui couvre environ la moitié de l'ouvrage, l’auteur présente les personnages du roman et laisse ainsi le lecteur découvrir leurs exploits, réels ou fictifs, tels que les personnages les évoquent.
Dans une deuxième partie, l'Avant-poste est attaqué par des extraterrestres, et chacun des personnages réagit selon ses moyens et son courage, ou sa lâcheté.
Le lecteur découvre à cette occasion qu'entre les déclarations et les forfanteries du départ et les actes concrets, il peut exister d'immenses divergences. Certains aventuriers quittent les lieux, d'autres sont involontairement immobilisés dans leur vaisseau sans pouvoir combattre, d'autres font montre de lâcheté ou d'un courage inattendu.
Enfin, dans une troisième partie, après avoir repoussé l'attaque des aliens, la plupart des personnages (à l'exception de trois d'entre eux qui ont été tués durant la bataille contre les extraterrestres) se retrouvent à l'Avant-Poste et commentent, soit en disant la vérité, soit en affabulant, leurs exploits réels ou fictifs. Le lecteur peut alors comparer la vraie version des événements avec celle qui est relatée par les protagonistes. En particulier, deux aventuriers qui ont eu un comportement digne d'éloges ne sont pas du tout crus par Willie-le-Barde. L'auteur confronte ainsi les exploits allégués avec l' « Histoire » (légendaire) telle qu'elle sera un jour racontée.
Tout le roman est traversé par l'évocation des aventures sexuelles avec des femmes extraterrestres d'Ouragan Smith, qui vient justement de se marier avec une extraterrestre, et par l'attitude constante d'obsédé sexuel du révérend Billy Karma.

## Lieu de l'action
L'action du roman se déroule dans un système stellaire situé à l'extrémité de la galaxie, aux confins de la « bordure extérieure ».
Le système stellaire comprend huit planètes, dénommées Henri I, Henri II, etc., jusqu'à Henri VIII. Cette dernière planète a autour d'elle six anneaux.
Le bar L'Avant-poste se situe sur la planète Henri II.

## Principaux personnages

### Les tenanciers du bar, le barde et le savant
- Reggie (le robot-barman, généralement mutique)
- Thomas Hawk, dit « Tomahawk » (gérant du bar et narrateur du récit)
- Willie « Le Barde » (historien-archiviste autoproclamé)
- « Einstein » (savant supérieurement intelligent, mais sourd, muet et aveugle)

### Les clients-aventuriers du bar (hommes)
- Catastrophe Baker
- Ouragan Smith
- Révérend Billy Karma
- Carson-Van Winkle Feu-de-l'Enfer
- Petit Mike Picasso
- Big Red
- O'Grady-Les-Gros-Paris
- Jones-du-Bout-du-Monde
- Nicodemus Mayflower
- Max-Les-Trois-Pétards
- Gaines-Le-Fossoyeur
- Argyle (alien)
- Achmed d'Alphard (alien)
- Crazy Bull (alien)
- Sitting Horse (alien)

### Les clientes-aventurières du bar (femmes)
- Sendrillon
- Sahara Del Rio (alien)
- La Cyborg de Milo (cyborg)
- Mère Nature (mère maquerelle)
- Langtry Lily (alien ; épouse d'Ouragan Smith)
- Shaba (seulement évoquée)